# Szaciły (powiat sokólski)
Szaciły – wieś w Polsce położona w województwie podlaskim, w powiecie sokólskim, w gminie Krynki.
| SIMC    | Nazwa      | Rodzaj  |
| ------- | ---------- | ------- |
| 0032916 | Podszaciły | kolonia |

W latach 1975–1998 miejscowość należała administracyjnie do województwa białostockiego.
Wierni kościoła rzymskokatolickiego należą do parafii Parafia Matki Bożej Miłosierdzia w Podlipkach.